# Naturwaldreservat Wildacker
Das Naturschutzgebiet Naturwaldreservat Wildacker ist ein Naturschutzgebiet im Naturraum Hesselbacher Waldland (Schweinfurter Rhön) im Gemeindegebiet von  Üchtelhausen im Landkreis Schweinfurt. Als Naturwaldreservat ist in diesem Gebiet jede forstwirtschaftliche Nutzung des Waldbestandes untersagt. Das Gebiet wird in Bayern als „Naturwaldreservat 135“ geführt.

## Geschichte
Das Schutzgebiet ist eines von 160 Naturwaldreservaten in Bayern und wurde 2001 als Naturschutzgebiet ausgewiesen.

## Geografie und Geologie
Das Naturwaldreservat Wildacker liegt nordwestlich von Madenhausen etwa 1.500 Meter nördlich des Kissingen-Haßfurter-Sattels, eine von Nordwest nach Südost streichenden Muschelkalkaufwölbung.

## Flora und Fauna
Der Wald ist überwiegend ein ca. 130-jähriger Übergangswald mit Spuren einer früheren Mittelwaldnutzung. Dominierender Baum auf Feinlehm- und Kalkverwitterungslehm-Böden ist mit ca. 49 % die Rotbuche. Daneben wurden 20 % Eichen, 14 % Hainbuchen und 9 % Linden aufgenommen. Nebenbaumarten sind Elsebeere, Spitz-, Berg- und Feldahorn. Im Südosten des Waldgebiets mischen sich in den Laubwald einzelne Fichten und Kiefern bei.